# Steinkreis Stripple stones

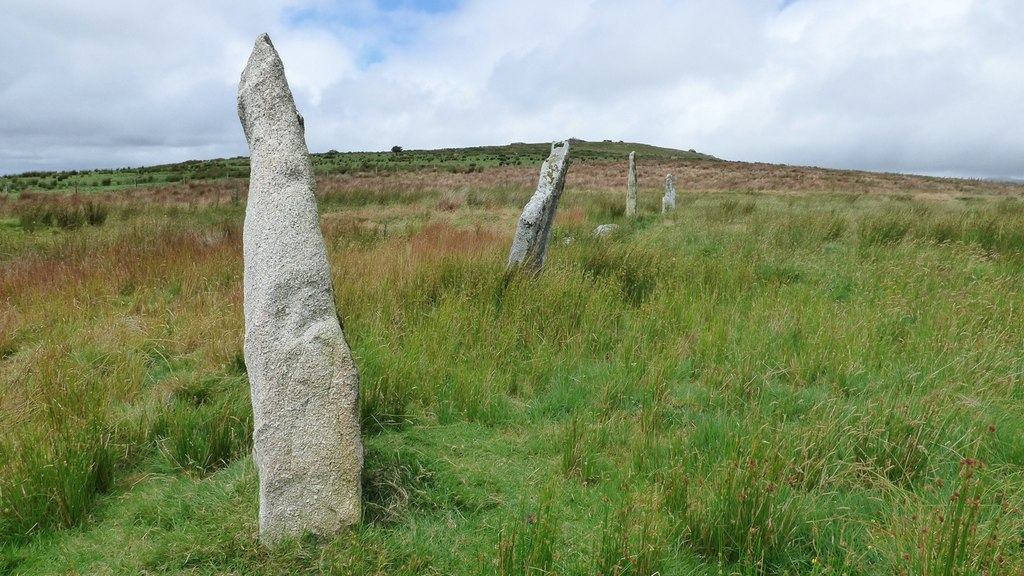
Stripple stones

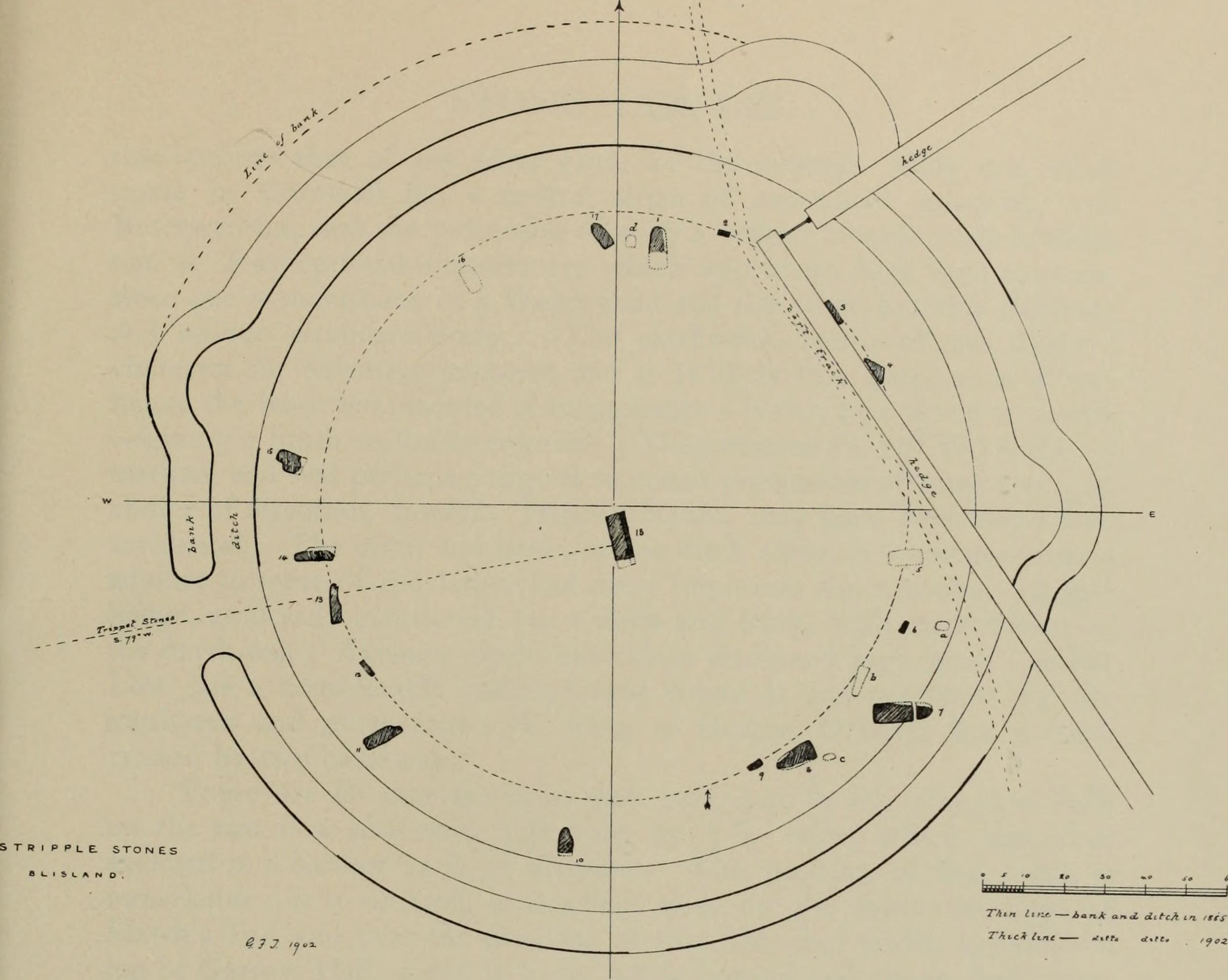
Stripple stones von 1906

Der hengeartige Steinkreis Stripple stones (auch Stripple stones circle oder Stripple stones henge genannt) liegt nordöstlich von Blisland im Bodmin Moor, 1,3 km westlich liegen die Trippet stones in Cornwall in England.
Der Steinkreis ist von einem Ringgraben und einem Wall mit Palisade umgeben, die eine Plattform mit einem Durchmesser von etwa 53,0 m bilden. Der Kreis mit vier stehenden und 11 gefallenen Granitsteinen hat etwa 44,3 m Durchmesser. Nahe der Mitte des Kreises liegt ein etwa 3,7 m langer und 1,5 m breiter zerbrochener Menhir. William Collings Lukis (1817–1892) errechnete, dass 37 Steine mit einem durchschnittlichen Abstand von 3,7 m den Kreis bildeten, während Aubrey Burl von 28 ausgeht.
Der Kreis wurde von Lukis als „das interessanteste und bemerkenswerteste Denkmal in der Grafschaft“ bezeichnet. Die Stripple-Steine wurden 1905 von Harold St George Grey (1872–1963) ausgegraben. St George Grey stellte fest, dass die Steine nur etwa 0,46 m tief in den Boden gesetzt worden waren. Es wurden vier Pfostenlöcher gefunden, die den zentralen Stein umgaben. Im Graben fand er zerbrannten Feuerstein, drei Abschläge, einen Rinderknochen und Holzkohle. Er entdeckte im Südwesten einen Zugang in Richtung der Trippet stones.
Der den Kreis umgebende Wall hat im Nordwesten, Nordosten und Osten drei halbrunde Ausbuchtungen. Die vierte im Süden ist völlig zerstört. Aubrey Burl schlug vor, dass die Ausbuchtungen vom aufrechten zentralen Stein aus gesehen auf kosmische Bezugspunkte weisen. Er hält die Pfostenlöcher für Versuche, genauere Bezüge herzustellen.
Es gibt mehrere Steinkreise auf Bodmin Moor, darunter Fernacre, Stannon, die Trippet stones und The Hurlers.